# Emesiochel
Emesiochel, Ngeruktabel Island NorthWest Tip ist ein Kap der Insel Ngeruktabel von Palau.

## Geographie
Emesiochel ist die Nordwestspitze der Insel Ngeruktabel. Sie liegt im Bereich der UNESCO-Welterbestätte Südliche Lagune der Rock Islands (Chelbacheb-Inseln), und zieht sich weit vom Inselkörper nach Norden. Weiter südlich liegt an derselben Anhöhe die Halbinsel Kisaol. Die Insel erreicht dort nochmals eine Höhe von 85 m. Nach Norden trennt der Kanal Kekereiel Toi das Kap von der Nachbarinsel Ngebedangel.